# Kárász, Baranya
Kárász este un sat în districtul Komló, județul Baranya, Ungaria, având o populație de 343 de locuitori (2011). 

## Demografie
Componența etnică a satului Kárász
     Maghiari (88,29%)
     Romi (7,71%)
     Germani (4%)
Componența confesională a satului Kárász
     Romano-catolici (65,6%)
     Fără religie (8,75%)
     Luterani (3,5%)
     Reformați (3,21%)
     Necunoscută (18,08%)
     Atei (0,87%)
Conform recensământului din 2011, satul Kárász avea 343 de locuitori. Din punct de vedere etnic, majoritatea locuitorilor (88,29%) erau maghiari, existând și minorități de romi (7,71%) și germani (4,0%).  Din punct de vedere confesional, majoritatea locuitorilor (65,6%) erau romano-catolici, existând și minorități de persoane fără religie (8,75%), luterani (3,5%) și reformați (3,21%). Pentru 18,08% din locuitori nu este cunoscută apartenența confesională.